# Región mesoamericana

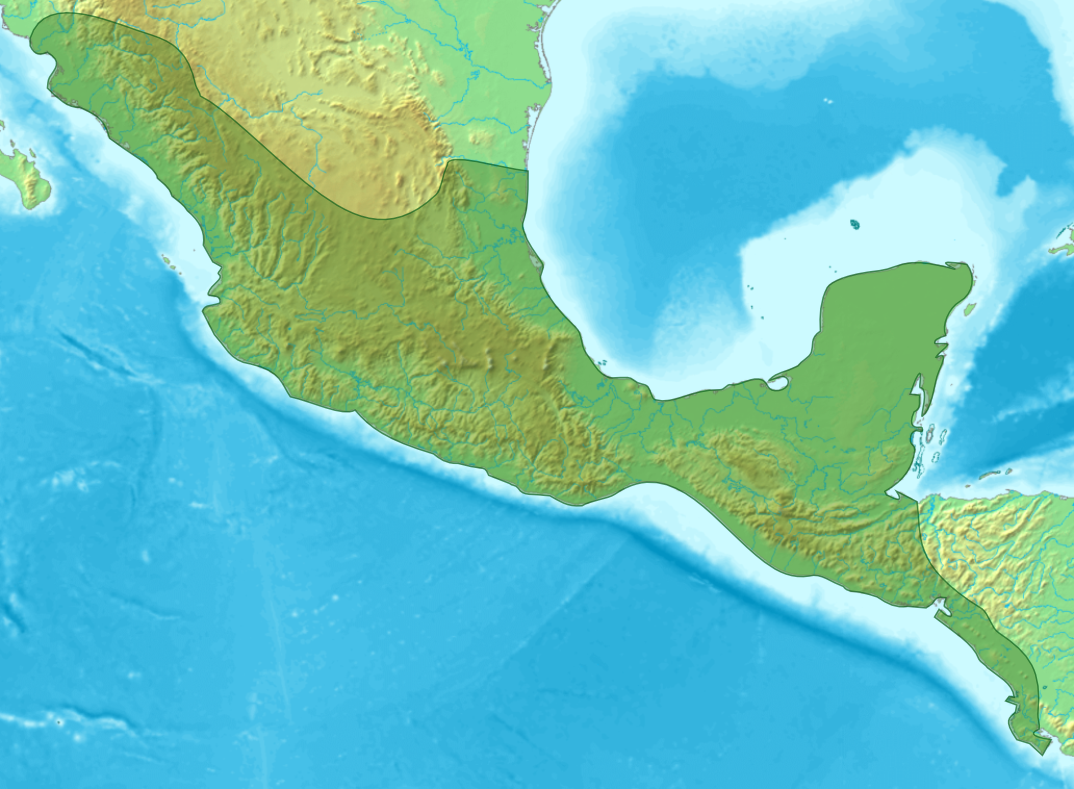
Ubicación de la Región mesoamericana que se extiende desde el Estado de Sinaloa México hasta Puntarenas Costa Rica.

La región mesoamericana (normalmente abreviada RMA o MAR en inglés) es una región económica internacional, ubicada en la porción media del continente americano, reconocida por la OCDE y otras organizaciones económicas y de desarrollo, que incluye las economías integradas de siete estados de Centroamérica: Belice, Costa Rica, El Salvador, Guatemala, Honduras, Nicaragua y Panamá, y los estados  mexicanos de Campeche, Chiapas, Guerrero, Oaxaca, Puebla, Quintana Roo, Tabasco, Veracruz y Yucatán.

## Definición de la región
Llamada “territorio económico” por la OCDE, se le identificó así para enfocar una región económica común, pensando en términos de su desarrollo, como lo concibieron los signatarios del Plan Puebla-Panamá (PPP), propuesto en el 2000. Esta iniciativa tiende a impulsar la integración y el desarrollo desde el sureste mexicano hasta los países centroamericanos. El PPP incluyó también a Colombia desde el 2006; con excepción de esto, el territorio y los países involucrados en el PPP, son los mismos incluidos en el criterio de la región mesoamericana de la OCDE.
La región está situada en América Central, a partir del istmo de la región sur de América del Norte, en México incluyendo la porción más septentrional de la península de Yucatán y llega hasta Panamá en el Istmo de Darién y está íntimamente vinculada, aunque no coincide geográficamente, con el criterio regional cultural de Mesoamérica, identificada así para fines de análisis arqueológico, antropológico, etno-histórico y de lingüística.  Por milenios, antes de la conquista y colonización española al principio del siglo XVI, las civilizaciones mesoamericanas compartieron un conjunto de elementos culturales (incluyendo los lingüísticos) y geográficos, en la región. En la actualidad los portadores de tal herencia incluyendo a los pueblos más sureños y con otros orígenes étnicos de Costa Rica y Panamá, son poco más de once millones de personas (cerca del 20% del total de la población de la región), que viven en la zona y que están comprendidos en el criterio más amplio del territorio de la RMA. Este dato excluye la porción salvadoreña que no cuenta con el respaldo estadístico para el análisis.